# Žiežmariai
Žiežmariai ( escoltar (?·pàg.)) és una ciutat de Lituània situada al comtat de Kaunas a 6 km al sud de Kaišiadorys. La ciutat conserva una antiga sinagoga de fusta.

## Galeria
|  |  |